# The Art of the Improvisers
| Recensione | Giudizio |
| ---------- | -------- |
| Allmusic   | [ 1 ]    |

The Art of the Improvisers è un album discografico interamente composto dal musicista jazz Ornette Coleman contenente tracce registrate tra il 1959 e il 1961, pubblicato dalla Atlantic Records nel 1970.

## Tracce
- Tutti i brani sono opera di Ornette Coleman.

1. The Circle with a Hole in the Middle – 4:54
2. Just for You – 3:53
3. The Fifth of Beethoven – 6:39
4. The Alchemy of Scott LaFaro – 9:52
5. Moon Inhabitants – 4:33
6. The Legends of Bebop – 7:18
7. Harlem's Manhattan – 8:09

Durata totale: 45:18
Dettagli di registrazione

Registrato a Hollywood, California il 22 maggio (traccia 2) e il 9 ottobre 1959 (traccia 1), poi a New York il 26 luglio 1960 (tracce 3, 5 e 6), il 31 gennaio (traccia 4) e il 27 marzo 1961 (traccia 7).

## Formazione

### Musicisti
- Ornette Coleman - sassofono alto (tracce 1-6), sassofono tenore (traccia 7)
- Don Cherry - cornetta (tracce 1,2), tromba (tracce 3, 5, 6), pocket trumpet (tracce 4,7)
- Jimmy Garrison (traccia 7), Charlie Haden (tracce 1-3, 5 & 6), Scott LaFaro (traccia 4) - contrabbasso
- Ed Blackwell (tracce 3-7), Billy Higgins (tracce 1 & 2) - batteria